# Глубокий рейд
«Глубокий рейд», или «Гордые соколы», — советский военно-фантастический фильм 1937 года.

## Сюжет
Воздушные силы вымышленного враждебного государства нападают на СССР, бомбардируют пограничные города. В ответ три советские эскадрильи тяжелых бомбардировщиков направляются в глубокий тыл вражеской страны и наносят сокрушительный удар, который решает исход войны.
Один из советских бомбардировщиков обнаруживает подземные ангары противника. Когда заканчивается запас бомб, командир приказывает экипажу прыгать с парашютами, а сам направляет свой самолёт в пролёт последнего уцелевшего ангара.
Воздушные силы противника оказываются разгромленными, военная промышленность парализованной. Используя успех авиации, советские сухопутные части прорывают фронт. Советские танки и конница наносят массированный удар, противник отступает.
Основой киносценария служила повесть Николая Шпанова «Двенадцать часов войны». Отдельные главы повести были опубликованы в 1936 году в газете «Комсомольская правда». В дальнейшем повесть была полностью опубликована в журнале «Знамя». Кроме того, киносценарий послужил основой для книги «Первый удар. Повесть о будущей войне», опубликованной в 1939 году.

## В ролях
- Георгий Любимов — лётчик Александр Косых
- Елена Строева — Елена, жена Косых (в титрах Е. Д. Стругач)
- Николай Головин — лётчик Иван
- Константин Барташевич — лётчик Павел
- Александр Чебан — начальник воздушных сил
- Николай Гладков — флагман эскадры
- Георгий Музалевский — командующий воздушным имперским флотом (похож на Геринга)
- Сергей Комаров — начальник его штаба
- Николай Беляев — командир подземной зоны

остальные актёры в титрах не указаны
- Николай Кутузов — штурман
- Андрей Файт — летчик имперской авиации
- Николай Сергеев — фельд-майор, командир имперской эскадрильи
- Сергей Минин
- Сергей Ценин — Клайц
- Григорий Мерлинский — Шульц

## Съёмочная группа
- Автор сценария: Николай Шпанов, Пётр Малахов
- Режиссёр: Пётр Малахов
- Главный оператор: Александр Пуллин
- Операторы: Ефим Лозовский, Николай Ренков, Н.Н. Середницкий
- Главный художник: Алексей Уткин
- Художник: К. М. Мирович
- Композитор: Николай Будашкин, Владимир Юровский
- Дирижёр: Григорий Столяров
- Звукооператор: А. С. Прозоров
- Ассистент режиссёра: А. Н. Соловьёв
- Консультант: полковник А. М. Рафалович
- Оркестр Московской Государственной филармонии

## Оценки фильма
Газета «Правда» откликнулась на выход фильма благожелательной рецензией и рекомендовала как можно скорее размножить картину массовым тиражом и выпустить на широкий экран. Отмечалась правдивость «Глубокого рейда» и правильное представление, которое даёт фильм дает о роли и значении воздушных сил в войне. Выявлены и некоторые недочёты, например, показ противника «подчас слабым и чрезмерно растерянным».
В рецензии в газете «Кино» было написано, что фильм повествует о событиях будущей войны «почти языком устава». Газета «Кино» также писала, что фильм пользуется у бойцов и командиров Красной Армии большим успехом.
В дальнейшем фильм упоминался в качестве характерного примера советского военно-приключенческого боевика второй половины 1930-х годов. Отмечалось, что подобные фильмы «отличались схематизмом характеров, шаблонностью в развитии сюжета».